# Linz Márta
Linz Márta (Budapest, 1892. január 22. – Berlin, 1982. január 11.) hegedűművésznő, zeneszerző, karmester. Linz Jenő (1889–1954) magyar származású német zongoraművész- és tanár testvére.

## Életpályája
Jómódú német-magyar családból származott. Édesanyja, Anna Hasslinger énekesnő, édesapja, Lintz József volt. Bár szülei maguk is nagyon érdeklődtek a zene iránt, kezdetben társadalmi okokból ellenezték lányuk professzionális zenei képzés iránti vágyát. Ő azonban győzedelmeskedett, és Budapesten kezdett zenei tanulmányokat zongora, hegedű és zeneszerzés szakon.
Kálmán von Kriegner (1889–1938) ügyvédhez ment feleségül; két fiuk - Kálmán és György - 1916-ban és 1919-ben született. Hogy támogassa felesége karrierjét, feladta saját diplomáciai pályafutását, és feleségének menedzsere és impresszáriója lett. Első hegedűművészi koncertjei 1918-ból ismertek. 1922-ben volt az első dokumentált németországi fellépése: Drezdában Tartini, Goldmark, Mozart/Kreisler műveit játszotta.
1924-ben a család Berlinbe költözött, egy előkelő lakásba a Kurfürstendammon. A fiúkat bentlakásos iskolába íratták be, és ő rendszeres házi koncerteket kezdett adni; a vendégek a berlini társadalom élvonalából kerültek ki. Hegedűművészként folytatta tanulmányait, és ő volt az első nő, aki a berlini Musikhochschule karmesterképző osztályában tanult. Egyik tanára Julius Prüwer volt. 1929-ben elvégezte a Felix Weingartner mesterkurzust Bázelben. 1931-ben, Koblenzben, a Die Fledermaus szilveszteri előadásán lépett fel először karmesterként.
A következő években hegedűművészként számos koncertet adott külföldön is, például Ausztriában, Spanyolországban, Olaszországban és Svájcban. Néha hegedűművészként és karmesterként is fellépett. 1930-ban férje kíséretében a Signale für die musikalische Welt című folyóirat riportereként bejárta az Egyesült Államokat. Az 1930-as években a rádióban is fellépett. Fellépései alkalmával szólóprogramokat játszott - zongorakísérői között gyakran volt Michael Raucheisen -, de az adott vendégszereplő helyszín zenekarai által kísért koncerteket is adott. Zeneválasztása általában klasszikus és romantikus volt. Saját maga komponált dalokat, amelyeket többnyire házi koncertjein adott elő.
1934–1935 között a Berlini Filharmonikusokat vezényelte, és úgy hirdették, hogy ő volt az "első nő", aki a zenekart vezényelte, de ez nem volt igaz; előtte legalább hat nő vezényelte az együttest. Utódja csak több mint 40 év után, 1978-ban a svájci Sylvia Caduff lett, aki akkor Solingenben volt főzeneigazgató.
Claudia Friedel zenetudós úgy jellemzi Marta Linz viszonyát a náci rezsimhez, hogy "gondosan megfogalmazott - felhőtlen". Többek között jótékonysági koncerteken játszott a Winterhilfswerk, a Kraft durch Freude (Erő az örömben) és a Kampfbund für deutsche Kultur (Harcosok a német kultúráért) javára; ezek a koncertek hírnevet és jó kapcsolatokat hoztak számára fontos társadalmi körökben. Ápolta és kihasználta jó kapcsolatát Hans Hinkellel, a kultúráért felelős államtanácsossal. Mindenekelőtt azonban a Lyceum Klubban tevékenykedett, amely egy 1905 óta létező, ideológiai orientáció nélküli, művész- és tudósnőkből álló egyesület volt. Minden hónapban "mesterkoncerteket" szervezett Berlinben, alkalmanként "női zeneszerzői esteket" is.
Claudia Friedel: "A harmincas évei közepén Marta Linz művészi és társadalmi karrierje csúcsán van." Hans von Bülow özvegye megtisztelte őt néhai férje pálcájával. 1938 októberében férje autóbalesetben meghalt. A következő évben Bad Tölzbe, majd az év vége felé Wiesbadenbe költözött, ahol legalább 1950-ig élt. 1940 júniusában zeneileg kísérte fiát, Georgot, aki szaxofonosként játszott a magyar rádióban. Németországban az előjegyzései csökkentek, "ezt magyar származásának tulajdonítja" - írja Friedel. Ehelyett inkább a csapatok támogatásában vett részt; az ezzel kapcsolatos koncertek egészen Olaszországig vitték. 1944-ben kérvényezte a "Volksdeutsche" (népi német) elismerését, de nyilván kevésbé meggyőződésből, mint inkább azért, hogy Berlinben pert tudjon folytatni egy ingatlanért, amint azt az akkori hivatalnok "kissé felháborodottan" megjegyezte.
A háború után a wiesbadeni "Színházi és zenei ellenőrző tiszt" kiállított neki egy igazolást, amely szerint az amerikai-amerikai zónában való maradása "nagyon kívánatos". Visszaköltözött Berlinbe fiával, Kálmánnal; fia, Georg 1945-ben, nem sokkal a háború vége után meghalt. Linz csak ritkán lépett fel, egyik utolsó fellépése 1955-ben volt a Berlini Szimfonikus Zenekarral. Ebből az alkalomból egy interjúban azt mondta: "Könnyebb 80 férfit vezényelni, mint egyet". Az ízületi gyulladás miatt be kellett fejeznie a koncertezést. Haláláig Berlinben élt fiával, Kálmánnal.

## Munkássága
Művészi tevékenysége ellentmondott a nemzetiszocialista nőképnek, mégis sikeres és elismert volt a náci korszakban. Claudia Friedel szerint ez annak köszönhető, hogy sikerült "felpuhítania" a nyilvános képét azzal, hogy hangsúlyozottan nőként mutatkozott be. Zeneszerzőként tehát férfias területen tevékenykedett, de darabjait csupán "nemes könnyűzeneként" és vonatdalokként jellemezték. Karmesterként többször is hangsúlyozta nőiességét; a kritikusok "szikrázó művészi tehetségű, rapszodikus magyarként" méltatták báját. Házasságában a szerepek elosztását eltitkolták a nyilvánosság elől; a házi koncerteken gyakran a férjét nevezték meg először házigazdaként; a gyermekeit nem említették. Claudia Friedel szerint ez az ellentmondásos kép adta meg "személyes és művészi szabadságát".

## Zene
Zeneszerzői munkássága elsősorban dalokból és feldolgozásokból állt, például Liszt Ferenc és Antonín Dvořák zenéjéből. Az 1950-es években komponált egy operát, a King Thrushbeard címűt, amelyet soha nem mutattak be.
Ő készítette a filmzenét az Unter Ausschluss der Öffentlichkeit (1937) című UFA-filmekhez Olga Csehowával és a Verklungene Melodie (1938) című filmekhez Brigitte Horney, Willy Birgel és Carl Raddatz főszereplésével. Ez utóbbit az 1950-es években újra vetítették a mozikban. Azt, hogy a filmzene tőle származik, 1938-ban nagy betűkkel nyomtatták a filmplakátokra.

## Művei (válogatás)
- 1922 Caprice und Capricetto. Für Klavier
- 1937 Nur dich allein hab’ ich geliebt. langs. Walzer a. d. Tonfilm Verklungene Melodie
- 1941 Ungarisches Capriccio. Für Violine u. Klavier
- o. J. Spanische Serenade
- o. J. Rumänische Rhapsodie
- o. J. Alte Spielmannsweise
- o. J. Reich’ mir die goldene Schale : daß du mich liebst! Lied

## Filmjei
- Unter Ausschluß der Öffentlichkeit (1937)
- Éjféli keringő (1938)

## Fordítás
- Ez a szócikk részben vagy egészben  a   Marta Linz című német Wikipédia-szócikk ezen változatának fordításán alapul.  Az eredeti cikk szerkesztőit annak laptörténete sorolja fel. Ez a jelzés csupán a megfogalmazás eredetét és a szerzői jogokat jelzi, nem szolgál a cikkben szereplő információk forrásmegjelöléseként.